# 雲蓋區

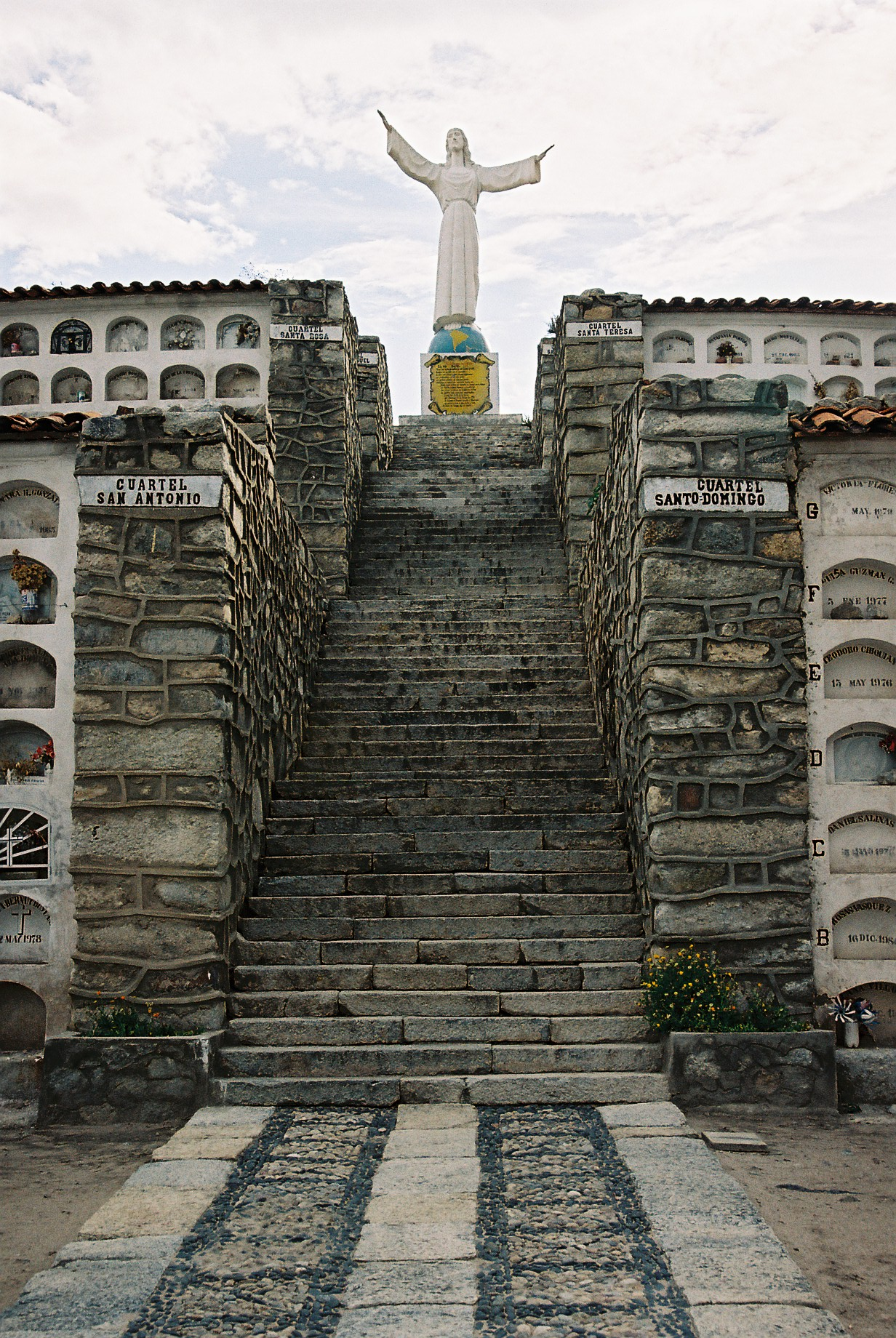

雲蓋區（西班牙語：Distrito de Yungay），是秘魯的一個區，位於該國北部安卡什大區的永蓋省，始建於1904年10月28日，面積276.68平方公里，海拔高度2,458米，2005年人口19,099，人口密度為每平方公里69人。
9°8′21″S 77°44′43″W / 9.13917°S 77.74528°W